# 15A busz (Székesfehérvár)
A székesfehérvári helyi 15A jelzésű autóbusz az Autóbusz-állomás és a Philips között közlekedett; a rendszerváltást követő gazdasági felélénkülés hívta életre, a Sóstói Ipari Park kiépülésével.
A belső végállomása később két lépésben átkerült a város legújabb forgalomirányító alközpontjába, a Csapó utcai végállomásra, előbb csak az egyik irányban, majd visszafele is már.
A 15-ös fővonal mellett és a Sóstói Ipari Park folyamatos fejlődésével jelentősége lehanyatlott, s ezzel megegyezően járatai száma is fokozatosan csökkent. Végül már csak a visszafele közlekedő irányban, a Philips és a Csapó utca között volt három járati indulása, a háromműszakos rendhez igazodóan. A székesfehérvári Philips gyár bezárásával az autóbuszvonal megszüntetésre került. Philips végállomásnál található fordulója jelenleg is látható, jersey-betontömbökkel lezárt formában, használaton kívül.
A viszonylatot az Alba Volán és jogutódja, a KNYKK Zrt. üzemeltette.

## Útvonala
| Philips → Csapó utca |
| --- |
| Philips vá. – Holland fasor – Sárkeresztúri út – Szárcsa utca – Széchenyi I. út – Vörösmarty M. tér – Piac tér – Halász utca – Csapó utca vá. |

## Megállóhelyei
Az átszállási kapcsolatok között az azonos útvonalon közlekedő 15-ös busz nincs feltüntetve.
| 0  | Philips induló végállomás    | |
| 1  | Auchan                       | 11A, 12, 12A |
| 3  | Őrhalmi szőlők               | 12, 12A, 15Y Helyközi buszok |
| 4  | Domb utca                    | 12, 12A, 15Y |
| 5  | Vízműtelep                   | 12, 12A, 15Y |
| 7  | Szárcsa utca                 | 15Y |
| 9  | Horvát István utca           | 11, 11A, 11G, 12, 12A, 12Y, 15Y, 40, 41 Helyközi buszok                                                                                        |
| 11 | Református Általános Iskola  | 11, 11A, 11G, 12, 12A, 12Y, 13, 13A, 13G, 13Y, 15Y, 22, 23, 23E, 24, 25, 26, 26A, 36, 37, 38, 40, 41, 43, 44                                   |
| 13 | Autóbusz-állomás             | 10, 11, 11A, 12, 12A, 12Y, 13, 13A, 13G, 13Y, 14, 14G, 15Y, 26, 26A, 26G, 27, 36, 37, 38, 40, 41, 42, 43, 44 Helyközi buszok Távolsági járatok |
| 15 | Csapó utca érkező végállomás | 11A, 12A, 13A, 15Y, 17, 42, 43, 44 |